# Lincoln D. Faurer

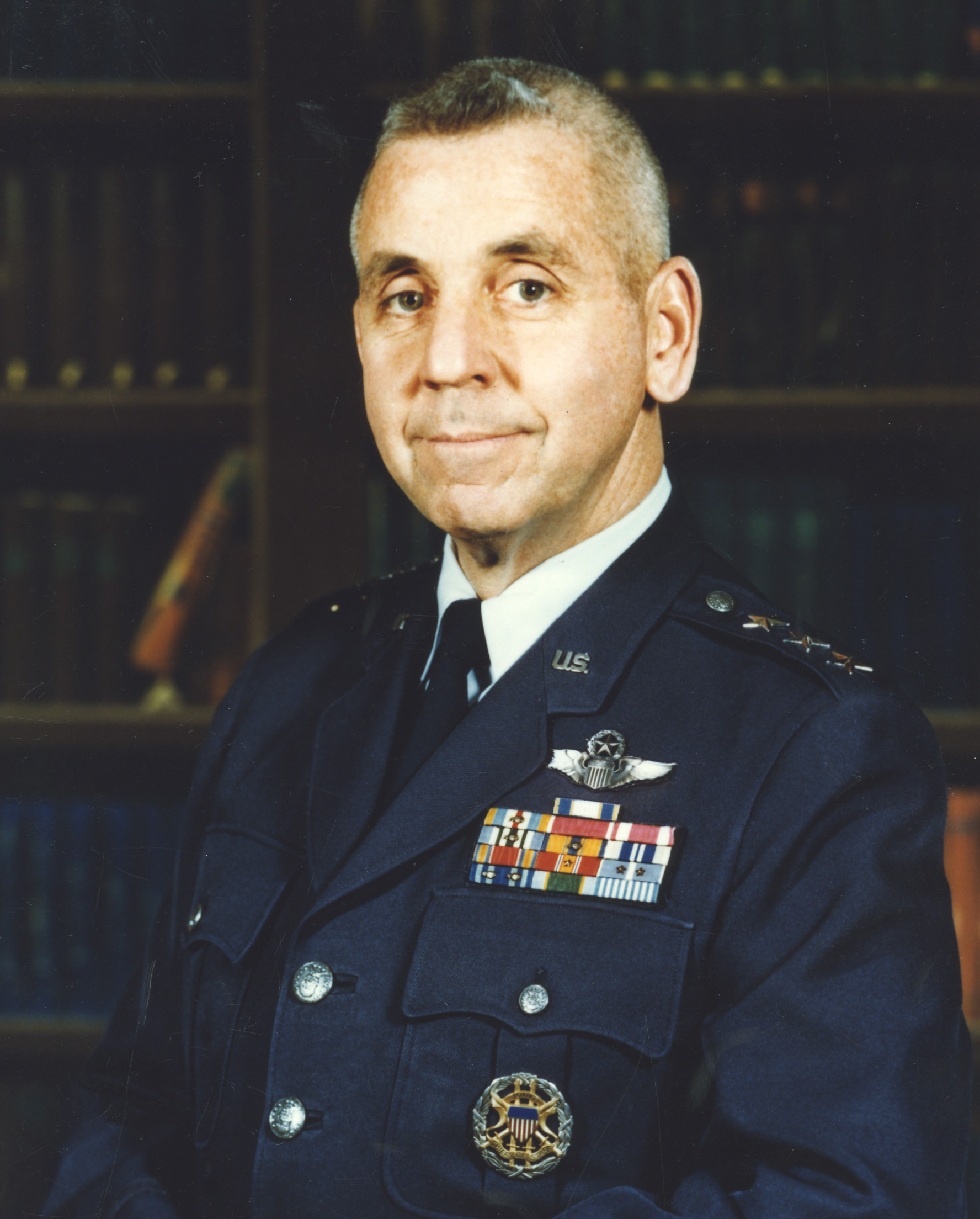
Lincoln D. Faurer

Lincoln D. Faurer (* 7. Februar 1928 in Medford, Massachusetts; † 7. November 2014 in McLean, Virginia) wurde am 10. März 1981 als Nachfolger von Bobby Ray Inman zum Direktor der NSA ernannt. Er war zu diesem Zeitpunkt Lieutenant General der Air Force.

## Lebenslauf
Der in Massachusetts geborene Faurer war Absolvent der United States Military Academy in West Point und hatte den größten Teil seiner Laufbahn mit nachrichtendienstlichen und strategischen Aufklärungsaufgaben verbracht. In den 1950ern war er Kommandant von RB-47-Maschinen gewesen, und Ende der 1960er hatte er das Kommando über eine Staffel von Aufklärungsflugzeugen auf der kalten Aleuteninsel Shemya Island übernommen. Während der 1970er diente Faurer in verschiedenen Positionen. So war er Direktor des Nachrichtendienstes für das US Southern Command, als stellvertretender beisitzender Stabschef für Nachrichtenbeschaffung bei der Luftwaffe, als Vizedirektor für Produktion bei der Defense Intelligence Agency, als Direktor für Nachrichtendienste beim European Command der USA sowie stellvertretender Vorsitzender des Militärausschusses der NATO.

## NSA-Direktor
Anders als Inman war Faurer entschlossen, die NSA wieder in die Anonymität zu führen. Faurer selbst formulierte dies folgendermaßen: Wenn die Meinungsfreiheit und die Pressefreiheit angesichts der zunehmenden Stärke unseres Gegners Grundpfeiler unserer Gesellschaft bleiben sollen, darf „frei“ nicht mit „unverantwortlich“ gleichgesetzt werden.
In Faurers Amtszeit entstand 1984 das Großrechner-Forschungszentrum SRC, um dauerhaft die stärksten Computerleistungen weltweit aufweisen zu können. Präsident Ronald Reagan erhöhte mit seinem Amtsantritt das Verteidigungsbudget und hielt dieses bis 1986 hoch, als Demokraten und viele Republikaner mit Blick auf das hohe Haushaltsdefizit Einsparungen forderten. Faurer trat allerdings für weitere Investitionen ein – was in der Öffentlichkeit zunehmend kritisiert wurde. So verlangte er einen Neubau für die National Cryptological School und kritisierte den zunehmenden Platzmangel der NSA-Belegschaft. Caspar Weinberger schlug ihm die Pensionierung vor, worauf Faurer seinen Rücktritt einreichte und die NSA verließ.

## Auszeichnungen
Auswahl der Dekorationen, sortiert in Anlehnung der Order of Precedence of Military Awards:
- Air Force Distinguished Service Medal
- Defense Superior Service Medal (2 ×)
- Legion of Merit
- Meritorious Service Medal
- Joint Service Commendation Medal (2 ×)
- Air Force Commendation Medal (2 ×)